# Chico Freeman
Chico Freeman, geboren als Earl Lavon Freeman jr. (Chicago, 17 juli 1949), is een Amerikaanse jazzmuzikant (saxofoon, klarinet, fluit) en componist.

## Biografie
De zoon van de saxofonist Von Freeman uit Chicago leerde de piano spelen, op de lagere school trompet. Hij trad op jeugdige leeftijd echter voornamelijk op met zanggroepen. Tijdens zijn studie wiskunde ontdekte hij voor zich de tenorsaxofoon en wisselde daarna naar de Governors State University om een muziekstudie af te ronden. In 1976 won de door hem geleide universiteitsband tijdens het Notre Dame Jazz Festival in totaal vijf prijzen, waarvan er twee voor hemzelf waren. Zijn studie completeerde hij door privélessen bij Muhal Richard Abrams. Tijdens deze periode speelde hij in AACM-ensembles, in zijn vaders band, maar ook met bluesmuzikanten als Junior Wells en Memphis Slim. In 1976 verhuisde hij naar New York, waar hij werkte met Cecil McBee en andere vertegenwoordigers van het loftjazz-circuit, maar ook met Jeanne Lee en Sun Ra. Met de band van Elvin Jones toerde hij in 1977 door Europa. Vervolgens speelde hij met Don Pullen. Met de AACM-bigband en met zijn vader was hij in 1979 te gast bij het Moers Festival en de Berliner Jazztage.
Terwijl hij aanvankelijk in eigen bands met Anthony Davis en Billy Hart de avant-gardejazz verder peilde, wendde hij zich begin jaren 1980 ook tot de traditiezorg. Hij is waarschijnlijk de eerste experimentele jazzer van zijn generatie, die met Destiny's Dance een album met alleen standards uitbracht. Passend bij het album Tradition in Transition (1982) kleedde hij zich en zijn tourneeband in uniforme kostuums. Zowel met eigen bands als ook met Jack DeJohnettes Special Edition en McCoy Tyner speelde hij op grote Amerikaanse en Europese festivals. In 1984 formeerde hij met Famoudou Don Moye die All Star-Formation The Leaders, waartoe buiten hem Arthur Blythe, Lester Bowie, Kirk Lightsey, Cecil McBee en aanvankelijk Don Cherry en Don Pullen behoorden. Daarnaast werkte hij verder met zijn vader en eigen bands. Naast akoestische bands leidde hij met Brainstorm ook een electricband. Bij zijn jongere opnamen zijn ook Mal Waldron en Dianne Reeves betrokken. Hij speelde regelmatig met het Reto Weber Percussion Orchestra en verdere gasten als Albert Mangelsdorff (The Wake Keeping, 1996) en Franco Ambrosetti (Face to Face, 2001). Daarnaast werkte hij ook mee aan opnamen van Tito Puente, Machito, Ray Barretto, Lester Bowie en Kip Hanrahan.
Vanaf de jaren 2000 bleef Freeman werken met muzikanten als Franco Ambrosetti (Face to Face), Idris Ackamoor (Homage To Cuba, 2004), Avery Sharpe, Fritz Pauer (The Essence of Silence, 2010), Caryl Baker en zijn broer, de gitarist George Freeman (All in the Family, 2015). Op het gebied van jazz was hij volgens Tom Lord tussen 1975 en 2015 betrokken bij 105 opnamesessies.

## Discografie
- 1976: Morning Prayer (India Navigation) met Henry Threadgill, Muhal Richard Abrams en Cecil McBee
- 1977: Chico (India  Navigation)
- 1977: Beyond the Rain (Contemporary Records) met Hilton Ruiz en Elvin Jones
- 1978: Kings of Mali, The Outside Within en Spirit Sensitive (India Navigation) met Jack DeJohnette e. a.
- 1979: Spirit Sensitive (India Navigation)
- 1979: No Time Left (Black Saint) met Jay Hoggard en Don Moye
- 1980: Peaceful Heart, Gentle Spirit (Contemporary Records) met James Newton, Kenny Kirkland
- 1981: Freeman & Freeman (India  Navigation) met Von Freeman
- 1981: Destiny’s Dance (Contemporary Records) met Wynton Marsalis, Bobby Hutcherson
- 1981: The Outside Within (India Navigation)
- 1982: Tradition in Transition (Elektra Records/Musician) met Wallace Roney
- 1983: The Search (India Navigation)
- 1984: Tangents (Elektra Records/Musician) met Bobby McFerrin
- 1986: The Pied Piper (Black-Hawk) met John Purcell, Kenny Kirkland en Elvin Jones
- 1987: Tales of Ellington (Black-Hawk)
- 1989: Luminous (Jazz House) met Arthur Blythe, John Hicks
- 1989: The Mystical Dreamer (In + Out Records) met Brainstorm
- 1989: You’ll Know When You Get There (Black Saint) met Von Freeman
- 1989: Up and Down (Black Saint) met Mal Waldron
- 1990: Sweet Explosion (In + Out Records) met Brainstorm
- 1993: The Unspoken Word (Jazz House) met Arthur Blythe live
- 1994: Focus (Contemporary Records)
- 1995: Still Sensitive (India Navigation)
- 1995: The Emissary (Clarity)
- 1999: Von & Chico Freeman Live at the Blue Note (Half Note Records) met Dianne Reeves als gast
- 2001: Oh, by the Way (Double Moon Records) met Guataca
- 2010: The Essence of Silence (Jive Music) met het Fritz Pauer Trio
- 2011: David Murray, Chico Freeman with Özay (ITM)
- 2012: Elvin: Tribute to Elvin Jones (Edel) met Joe Lovano
- 2015: The Arrival (Intakt), met Heiri Känzig